# Jakob Samuel Beck

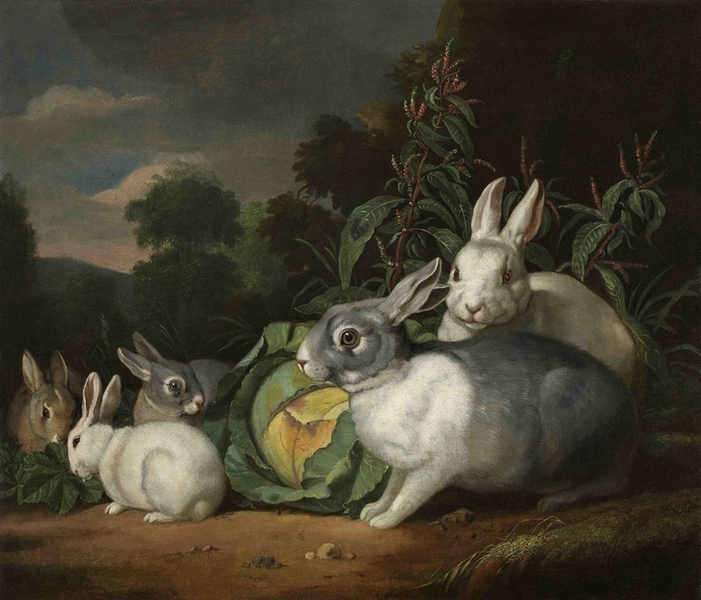
Hasenfamilie, Öl auf Leinwand

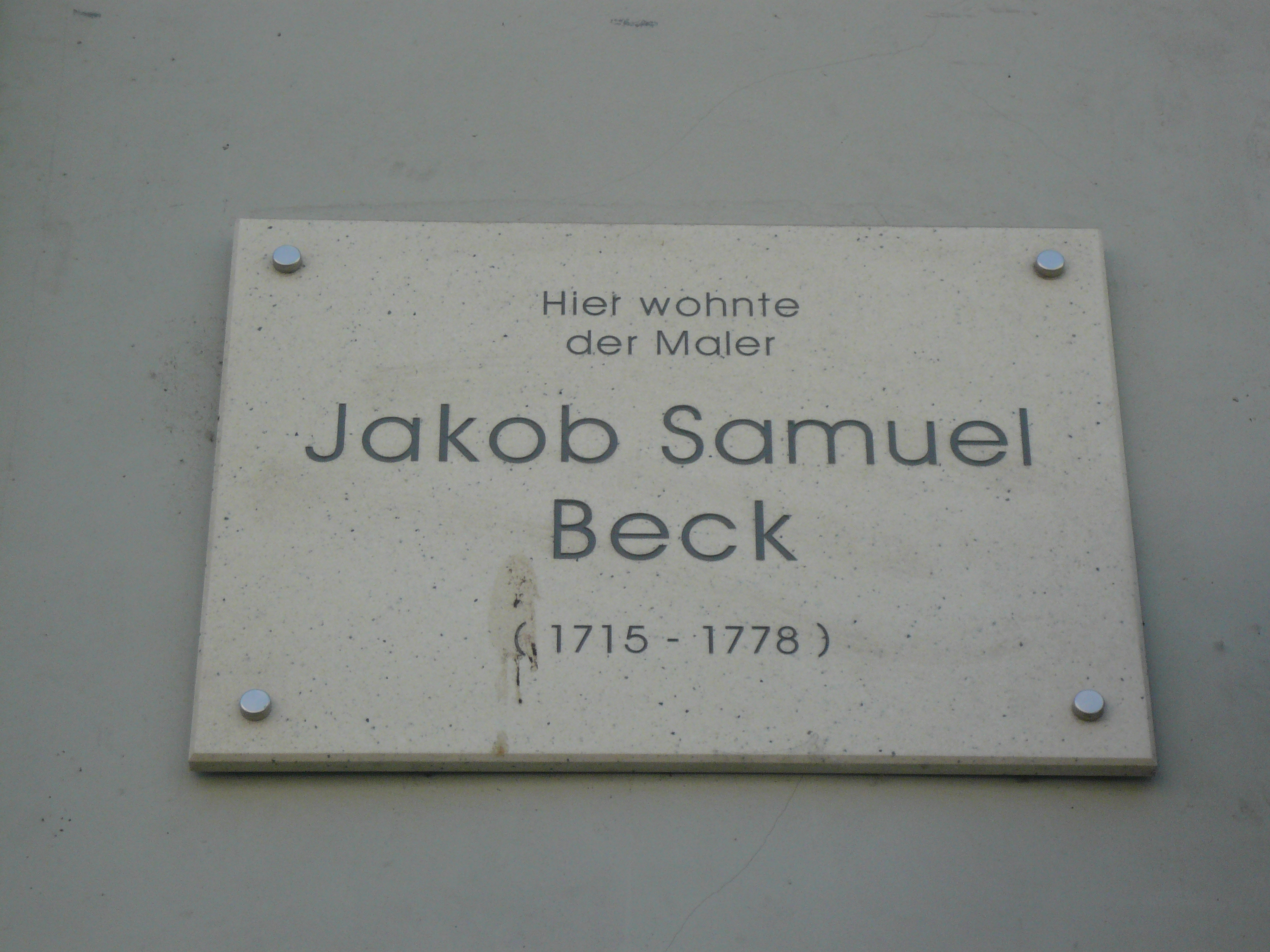
Gedenktafel in der Erfurter Johannesstraße 34

Jakob Samuel Beck (* 21. März 1715 in Erfurt; † 1778 ebenda) war ein deutscher Maler.

## Leben und Werk
Er wuchs als Sohn einer wohlhabenden Familie in Erfurt auf. Sein Vater Georg Konrad Beck war „Ratsverwandter“ und „Polizei-Commissarius“. 1734 heiratete er. Sein Wohnhaus und Atelier befand sich in der Erfurter Johannesstraße 36. Er malte Porträts u. a. von Karl Alexander von Württemberg, Leopold I. von Anhalt-Dessau, Wilhelm Ferdinand Bachoff, Gustav Adolf von Gotter und Christian Reichart. 1752 wurde er vom Herzog Karl August von Sachsen-Weimar-Eisenach zum „Hof- und Kabinettsmaler“ ernannt.
Für das Erfurter Augustinerkloster fertigte er mit acht weiteren Künstlern Ölgemälde für den aus 56 großformatigen Bildern bestehenden und erarbeiteten Zyklus „Totentanz“ an,  Beck malte zudem mehrere Werke am Hochaltar des Erfurter Doms: Das untere Altarblatt, das vermutlich ein älteres Gemälde ersetzte, zeigt die Anbetung der Heiligen Drei Könige, wobei sich die Darstellung an das gleichnamige Gemälde von Peter Paul Rubens anlehnt. Ursprünglich stammte auch das Bild der heiligen Dreifaltigkeit im Aufsatz von Beck, dieses existiert jedoch nicht mehr. Auch die „Anbetung der Hirten“ an der Südwand des Chores stammt von ihm.
Etwa ein Jahr vor seinem Tod hielt sich Beck in Jelgava auf.  
Becks Totentanzzyklus fiel am 7. März 1872 einem Großfeuer im Augustinerkloster zum Opfer. Über 14 Gemälde befinden sich heute im Erfurter Angermuseum.

## Liste der Bilder (Auswahl)
| Bild | Titel                                           | Jahr | Größe / Material                | Ausstellung / Sammlung / Besitzer / Anmerkungen                                                                          |
| ---- | ----------------------------------------------- | ---- | ------------------------------- | --- |
|      | Gemüsestilleben mit Meerschweinchen             | 1736 | 70,0 × 98,0 cm, Öl auf Leinwand | |
|      | Waldlandschaft mit einem Fasan und einem Wiesel | 1754 | 56 × 79 cm, Öl auf Leinwand     | |
|      | Christian Reichart                              | 1760 | 89,5 × 73,5 cm, Öl auf Leinwand | Angermuseum Erfurt, Inv.-Nr. G 3299. Diente dem Bildhauer Georg Friedrich Carl Kölling 1867 als Vorlage für ein Denkmal. |
|      | Früchtestilleben mit Fayenceschale              | 1768 | 63,0 × 79,0 cm, Öl auf Leinwand | Angermuseum Erfurt |
|      | Fruchtstillleben                                | 1775 |                                 | Neues Museum in Weimar                                                                                                   |
|      | Gans in der Landschaft                          |      | 53,7 × 69,3 cm, Öl auf Leinwand | |
|      | Enten                                           |      | 60,0 × 82,0 cm, Öl auf Leinwand | |
|      | Hühnerhof                                       | 1756 | 106 × 133 cm, Öl auf Leinwand   | Privatbesitz |
|      | Stillleben mit Melonen auf einer Platte         |      |                                 | |
|      | Jagdbeute                                       |      | Öl auf Leinwand                 | Städtisches Kunstmuseum in Riga in der Sammlung Bredolo                                                                  |
|      | Gustav Adolf Graf von Gotter                    |      | Öl auf Leinwand                 | Schloss Molsdorf in Erfurt                                                                                               |